# Eupithecia ritaria
Eupithecia ritaria är en fjärilsart som beskrevs av Samuel E. Cassino 1927. Eupithecia ritaria ingår i släktet Eupithecia och familjen mätare. Inga underarter finns listade i Catalogue of Life.